# Camelot (novelas)
The Once and Future King, traducida en España como Camelot, es una serie de cinco novelas del mito artúrico, escritas por Terence Hanbury White entre 1938 y 1940. Su nombre se origina en la inscripción de la lápida sobre la tumba del rey Arturo: «Hic iacet Arthurus, rex quondam, rexque futurus» ―que se traduce como: «Aquí yace Arturo, rey una vez, y rey que será»―, como se describe en La muerte de Arturo.
La serie cuenta la historia del Rey Arturo, comenzando con su educación, su coronación y la relación entre su esposa Ginebra y Sir Lanzarote. La historia termina antes de la Batalla de Camlann entre el rey y su hijo ilegítimo Mordred. Si bien White admite que su libro se inspira en la obra de Thomas Malory, lo hace reinterpretando los acontecimientos épicos.

## Libros
| Saga literaria     | Saga literaria                | Saga literaria                    | Saga literaria |
| ------------------ | ----------------------------- | --------------------------------- | --- |
| Año de publicación | Título original               | Título traducido                  | Notas |
| 1938               | The Sword in the Stone        | La espada en la piedra            | Relata la infancia y crianza de Arturo y las circunstancias que llevaron a que se convirtiera en rey. |
| 1939               | The Queen of Air and Darkness | La reina del aire y las tinieblas | Se concentra en los primeros años de Arturo como rey de Gran Bretaña. |
| 1940               | The Ill-Made Knight           | El caballero malhecho             | Narra la historia de sir Lancelot, mano derecha de Arturo y caballero de la Mesa Redonda con quien le fuera infiel Ginebra, su esposa. |
| 1958               | The Candle in the Wind        | Una vela al viento                | Relata cómo transcurrieron los últimos años del reinado de Arturo y su historia con su hijo Mordred. |
| 1977               | The Book of Merlyn            | El libro de Merlín                | Fue publicado en forma póstuma y separadamente, luego de que el manuscrito de la obra apareciese entre sus documentos. Es una crónica de las lecciones finales a Arturo de Merlín antes de su muerte, aunque algunas partes fueron incorporadas en las ediciones finales de los libros anteriores. |